# دوغ ألدريش
دوغ ألدريش (بالإنجليزية: Doug Aldrich)‏ هو موسيقي وعازف قيثارة وكاتب أغاني أمريكي، ولد في 19 فبراير 1963 في رالي في الولايات المتحدة.

## وصلات خارجية
- الموقع الرسمي
- دوغ ألدريش على موقع IMDb (الإنجليزية)
- دوغ ألدريش على موقع ميوزك برينز (الإنجليزية)
- دوغ ألدريش على موقع أول ميوزيك (الإنجليزية)
- دوغ ألدريش على موقع ديسكوغز (الإنجليزية)
- دوغ ألدريش على موقع قاعدة بيانات الفيلم (الإنجليزية)